# Fedora (Dakota del Sur)
Fedora es un lugar designado por el censo ubicado en el condado de Miner en el estado estadounidense de Dakota del Sur. En el Censo de 2010 tenía una población de 37 habitantes y una densidad poblacional de 4,26 personas por km².

## Geografía
Fedora se encuentra ubicado en las coordenadas 44°0′24″N 97°47′22″O / 44.00667, -97.78944. Según la Oficina del Censo de los Estados Unidos, Fedora tiene una superficie total de 8.69 km², de la cual 8.69 km² corresponden a tierra firme y (0%) 0 km² es agua.

## Demografía
Según el censo de 2010, había 37 personas residiendo en Fedora. La densidad de población era de 4,26 hab./km². De los 37 habitantes, Fedora estaba compuesto por el 97.3% blancos, el 0% eran afroamericanos, el 0% eran amerindios, el 2.7% eran asiáticos, el 0% eran isleños del Pacífico, el 0% eran de otras razas y el 0% pertenecían a dos o más razas. Del total de la población el 0% eran hispanos o latinos de cualquier raza.